# نرجس خاكي
النرجس الخاكي (باللاتينية: Narcissus jacetanus) نوع نباتي يتبع جنس النرجس من الفصيلة النرجسية. ينمو النبات من بصلة شتوية مبكرة معمرة.

## الموئل والانتشار
يعد النرجس الشائع متوطنًا في إسبانيا. أخذ اسمه من منطقة خاكتانيا (مركزها خاكا) (بالإسبانية: Jacetania)‏ في أراغون.